# Acantopsis spectabilis
Acantopsis spectabilis es una especie de pez cipriniforme de la familia de los cobítidos. Originalmente fue incluido en el género Prostheacanthus.

## Morfología
Los machos miden unos 30 cm.

## Hábitat y distribución geográfica
Es un pez de agua dulce y demersal. Habita en los ríos de Birmania, oeste de Tailandia y posiblemente el noreste de India.